# Partido de Necochea
Necochea es uno de los 135 partidos en los que está dividida la provincia de Buenos Aires, Argentina, ubicado en el sudeste de la mencionada provincia.
La ciudad cabecera del partido es la ciudad de Necochea, la cual se encuentra en el vértice sudeste, a una latitud de 38°34′ S y una longitud de 58°40′ O. El partido ocupa una superficie de 4566 km² y tiene 102.110 habitantes.

## Geografía

### Ubicación
El partido limita al sur con el Mar Argentino, al oeste con el Partido de San Cayetano, de Benito Juárez, al noroeste con el Partido de Adolfo Gonzales Chaves, el Partido de Tandil, y al este con el Partido de Lobería.

### Clima
El clima es templado con influencia oceánica, debido a la cercanía con el Mar Argentino. La temperatura promedio en verano es de 26 °C y en invierno de -1,5 °C. Las lluvias anuales oscilan entre los 600 y 700 mm. Los vientos predominantes provienen de los sectores sur y sudoeste; la influencia marítima se presenta en los vientos provenientes del este y del sureste.

## Historia
A partir de la década de 1820-1830 comenzaron a llegar los primeros estancieros al partido, los cuales se establecieron en la región aledaña al Río Quequén Grande. Entre ellos se destaca al general Eustoquio Díaz Vélez.
El partido fue creado treinta años después por el Gobierno provincial, en el año 1865, con el objetivo de organizar el territorio conquistado a los aborígenes, liderados en esta zona por los caciques Catriel y Namuncurá; este nuevo partido fue separado del de Lobería. El nombre del mismo recuerda al general Mariano Necochea, quien peleó junto al general José de San Martín en la batalla de San Lorenzo e integró la expedición al Alto Perú liderada por José Rondeau.
Ya en 1881 contaba con el pueblo cabecera, Necochea, debido a las prósperas gestiones realizadas por Ángel Murga y Victorio de la Canal, entre otros. Los pueblos del partido surgieron a medida que se ampliaba la red ferroviaria, cuya vida dependía del trabajo agrícola y del tren. En la localidad de Quequén, el servicio ferroviario llegó en el año 1892, y dos años más tarde Necochea contó con el servicio. Así surgieron las localidades de Claraz, Ramón Santamarina, Nicanor Olivera (o La Dulce), Juan Nepomuceno Fernández, San José y La Negra.
En los catastros del partido, existe un pueblo fantasma, el cual jamás se edificó, denominado «Villa de la Salud», proyectado en 1917 con el objetivo de vender las parcelas y levantar un poblado que abarcaría sesenta hectáreas.

## Política municipal

### Intendentes desde 1973
| Unión Cívica Radical / Partido Justicialista / Partido Intransigente / Frente Renovador / Juntos por el Cambio / Nueva Necochea | Unión Cívica Radical / Partido Justicialista / Partido Intransigente / Frente Renovador / Juntos por el Cambio / Nueva Necochea | Unión Cívica Radical / Partido Justicialista / Partido Intransigente / Frente Renovador / Juntos por el Cambio / Nueva Necochea | Unión Cívica Radical / Partido Justicialista / Partido Intransigente / Frente Renovador / Juntos por el Cambio / Nueva Necochea |
| Intendente | Intendente | Periodo | Partido |
| --- | --- | --- | --- |
| | Edgardo Hugo Yelpo | 1973-1976 | Partido Intransigente |
| | Domingo Taraborelli | 1983-1988 | Partido Justicialista |
| | Horacio Vidal | 1988-1991 | Partido Justicialista |
| | Julio Magnaterra | 1991 | Partido Justicialista |
| | José Antonio Aloisi | 1991-1995 | Partido Justicialista |
| | Julio Municoy | 1995-1999 | Partido Justicialista |
| 1999-2003 | Julio Municoy | | Partido Justicialista |
| | Daniel Molina | 2003-2007 | Unión Cívica Radical |
| 2007-2011 | Daniel Molina | | Unión Cívica Radical |
| | Horacio Tellechea | 2011-2013 | Partido Justicialista - FPV |
| | José Luis Vidal | 2013-2015 | Partido Justicialista - FPV |
| | Facundo López | 2015-2019 | Frente Renovador |
| | Arturo Rojas | 2019-2023 | Partido Fe - JxC |
| | Arturo Rojas | Desde 2023 | Nueva Necochea |

### Concejo Deliberante

Composición del Concejo Deliberante de Necochea (2023-2025)

8   Nueva Necochea   4   Unión Cívica Radical   2   Crear Más Libertad   2   Unión por la Patria - Partido Justicialista   2   Unión por la Patria   1   Agrupación Comunal Transformadora   1   Compromiso Vecinal por Necochea

### Elecciones municipales

#### Elecciones en la década de 2020
|  | 49,76 % |

|  | 14,82 % |

|  | 13,19 % |

|  | 12,39 % |

|  | 9,84 % |

|  | 90,46 % |

|  | 7,94 % |

|  | 1,60 % |

|  | 73,36 % |

|  | 100 % |

|  | 30,02 % |

|  | 25,21 % |

|  | 17,86 % |

|  | 15,82 % |

|  | 4,02 % |

|  | 2,93 % |

|  | 2,93 % |

|  | 1,25 % |

|  | 94,32 % |

|  | 3,76 % |

|  | 1,93 % |

|  | 68,44 % |

|  | 100 % |

#### Elecciones en la década de 2010
|  | 59,07 % |

|  | 26,74 % |

|  | 5,84 % |

|  | 5,53 % |

|  | 2,81 % |

|  | 92,81 % |

|  | 6,61 % |

|  | 0,59 % |

|  | 78,31 % |

|  | 100 % |

|  | 42,89 % |

|  | 26,01 % |

|  | 19,63 % |

|  | 3,09 % |

|  | 3,03 % |

|  | 2,93 % |

|  | 2,41 % |

|  | 93,52 % |

|  | 5,43 % |

|  | 1,03 % |

|  | 74,62 % |

|  | 100 % |

|  | 34,20 % |

|  | 33,71 % |

|  | 25,10 % |

|  | 4,80 % |

|  | 2,18 % |

|  | 92,38 % |

|  | 6,95 % |

|  | 0,68 % |

|  | 77,91 % |

|  | 100 % |

|  | 41,31 % |

|  | 18,69 % |

|  | 14,61 % |

|  | 11,97 % |

|  | 8,12 % |

|  | 2,83 % |

|  | 2,47 % |

|  | 95,00 % |

|  | 3,93 % |

|  | 1,07 % |

|  | 77,73 % |

|  | 100 % |

|  | 41,88 % |

|  | 36,20 % |

|  | 14,82 % |

|  | 5,07 % |

|  | 2,03 % |

|  | 90,48 % |

|  | 8,83 % |

|  | 0,69 % |

|  | 78,35 % |

|  | 100 % |

#### Elecciones en la década de 2000
|  | 43,91 % |

|  | 23,87 % |

|  | 13,17 % |

|  | 7,55 % |

|  | 7,49 % |

|  | 2,69 % |

|  | 0,73 % |

|  | 0,59 % |

|  | 92,91 % |

|  | 6,18 % |

|  | 0,91 % |

|  | 72,97 % |

|  | 100 % |

|  | 27,79 % |

|  | 14,82 % |

|  | 43,33 % |

|  | 42,91 % |

|  | 6,06 % |

|  | 2,48 % |

|  | 1,87 % |

|  | 1,23 % |

|  | 0,55 % |

|  | 0,25 % |

|  | 0,19 % |

|  | 93,41 % |

|  | 5,81 % |

|  | 0,77 % |

|  | 75,05 % |

|  | 100 % |

|  | 37,82 % |

|  | 21,76 % |

|  | 20,88 % |

|  | 6,11 % |

|  | 3,82 % |

|  | 3,58 % |

|  | 2,82 % |

|  | 1,28 % |

|  | 1,21 % |

|  | 0,39 % |

|  | 0,32 % |

|  | 0,01 % |

|  | 0,00 % |

|  | 88,18 % |

|  | 10,64 % |

|  | 1,18 % |

|  | 72,32 % |

|  | 100 % |

|  | 26,42 % |

|  | 24,46 % |

|  | 21,18 % |

|  | 16,22 % |

|  | 2,38 % |

|  | 1,97 % |

|  | 1,67 % |

|  | 1,34 % |

|  | 1,28 % |

|  | 1,23 % |

|  | 1,05 % |

|  | 0,68 % |

|  | 0,12 % |

|  | 90,18 % |

|  | 8,87 % |

|  | 0,95 % |

|  | 69,82 % |

|  | 100 % |

|  | 29,57 % |

|  | 3,31 % |

|  | 0,56 % |

|  | 0,01 % |

|  | 33,45 % |

|  | 21,29 % |

|  | 14,70 % |

|  | 9,99 % |

|  | 7,34 % |

|  | 3,76 % |

|  | 1,45 % |

|  | 1,35 % |

|  | 2,80 % |

|  | 2,65 % |

|  | 2,53 % |

|  | 1,50 % |

|  | 74,28 % |

|  | 9,15 % |

|  | 16,57 % |

|  | 74,55 % |

|  | 100 % |

#### Elecciones en la década de 1990
|  | 41,93 % |

|  | 7,44 % |

|  | 0,66 % |

|  | 50,03 % |

|  | 41,71 % |

|  | 4,10 % |

|  | 2,38 % |

|  | 1,34 % |

|  | 0,43 % |

|  | 93,25 % |

|  | 6,39 % |

|  | 0,36 % |

|  | 84,32 % |

|  | 100 % |

|  | 50,19 % |

|  | 32,95 % |

|  | 13,62 % |

|  | 1,28 % |

|  | 1,10 % |

|  | 0,86 % |

|  | 93,03 % |

|  | 6,35 % |

|  | 0,62 % |

|  | 80,85 % |

|  | 100 % |

|  | 33,48 % |

|  | 29,34 % |

|  | 16,68 % |

|  | 10,76 % |

|  | 1,52 % |

|  | 0,23 % |

|  | 0,22 % |

|  | 92,24 % |

|  | 7,16 % |

|  | 0,61 % |

|  | 82,24 % |

|  | 100 % |

|  | 33,50 % |

|  | 24,94 % |

|  | 21,19 % |

|  | 8,07 % |

|  | 2,01 % |

|  | 1,44 % |

|  | 0,66 % |

|  | 0,41 % |

|  | 0,41 % |

|  | 92,62 % |

|  | 6,25 % |

|  | 1,13 % |

|  | 81,43 % |

|  | 100 % |

|  | 38,47 % |

|  | 29,28 % |

|  | 16,68 % |

|  | 2,85 % |

|  | 2,50 % |

|  | 1,58 % |

|  | 1,50 % |

|  | 1,40 % |

|  | 0,87 % |

|  | 0,33 % |

|  | 95,47 % |

|  | 3,77 % |

|  | 0,76 % |

|  | 81,91 % |

|  | 100 % |

#### Elecciones en la década de 1980
|  | 38,36 % |

|  | 32,37 % |

|  | 9,16 % |

|  | 6,01 % |

|  | 2,53 % |

|  | 1,85 % |

|  | 0,18 % |

|  | 90,46 % |

|  | 9,01 % |

|  | 0,52 % |

|  | 87,09 % |

|  | 100 % |

|  | 46,91 % |

|  | 40,63 % |

|  | 3,80 % |

|  | 3,06 % |

|  | 0,95 % |

|  | 0,64 % |

|  | 0,62 % |

|  | 0,49 % |

|  | 97,09 % |

|  | 2,50 % |

|  | 0,40 % |

|  | 85,84 % |

|  | 100 % |

|  | 45,83 % |

|  | 32,50 % |

|  | 7,71 % |

|  | 5,26 % |

|  | 3,11 % |

|  | 1,23 % |

|  | 0,92 % |

|  | 0,92 % |

|  | 0,12 % |

|  | 97,59 % |

|  | 1,76 % |

|  | 0,65 % |

|  | 85,27 % |

|  | 100 % |

|  | 31,83 % |

|  | 30,40 % |

|  | 21,14 % |

|  | 2,84 % |

|  | 1,90 % |

|  | 1,60 % |

|  | 1,25 % |

|  | 0,94 % |

|  | 0,80 % |

|  | 0,76 % |

|  | 0,68 % |

|  | 0,61 % |

|  | 0,57 % |

|  | 0,14 % |

|  | 95,48 % |

|  | 3,87 % |

|  | 0,48 % |

|  | 88,03 % |

|  | 100 % |

#### Elecciones en la década de 1970 y 1960
|  | 28,36 % |

|  | 28,25 % |

|  | 23,68 % |

|  | 7,11 % |

|  | 2,20 % |

|  | 2,00 % |

|  | 1,89 % |

|  | 0,47 % |

|  | 93,98 % |

|  | 5,77 % |

|  | 0,26 % |

|  | 29,48 % |

|  | 25,21 % |

|  | 12,77 % |

|  | 6,06 % |

|  | 5,44 % |

|  | 4,64 % |

|  | 4,58 % |

|  | 2,79 % |

|  | 2,49 % |

|  | 0,40 % |

|  | 0,36 % |

|  | 94,22 % |

|  | 5,78 % |

|  | 34,22 % |

|  | 22,41 % |

|  | 7,50 % |

|  | 5,88 % |

|  | 5,36 % |

|  | 3,37 % |

|  | 1,48 % |

|  | 80,21 % |

|  | 16,58 % |

|  | 3,20 % |

## Población
Según los resultados definitivos del censo de 2022 la población del partido alcanza los 102.110 habitantes.

### Inmigración
La ciudad de Necochea posee una gran cantidad de inmigrantes de países limítrofes tales como Bolivia, Paraguay, Chile y Brasil, entre otros.
Entre los inmigrantes europeos, Necochea es hogar de una notable comunidad de descendientes de inmigrantes daneses.

## Localidades
- Necochea: 73 557 habitantes (Indec, 2010)[8]
- Quequén: 14 524 habitantes (Indec, 2001)[8]
- Juan Nepomuceno Fernández: 2721 habitantes (Indec, 2010)[8]
- La Dulce (Nicanor Olivera): 2131 habitantes (Indec, 2010)[8]
- Claraz 639 habitantes (Indec, 2010)[8]
- Ramón Santamarina: 430 habitantes (Indec, 2010)[8]
- Energía: 63 habitantes (Indec, 2010)[8]
- Balneario Los Ángeles

(No incluye población rural dispersa)

## Economía

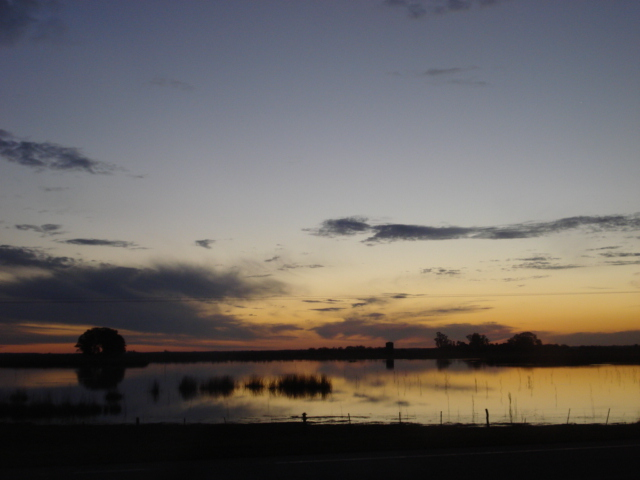
Atardecer en un campo del partido.

El turismo es una de las principales actividades económicas de la región, debido a las playas de la localidad de Necochea; las cuales reciben a miles de turistas cada año. Además del turismo, se destaca el Puerto de Quequén, la agricultura, la ganadería, la industria y la pesca.

## Atracciones turísticas

### Escollera Sur - Puerto
Ubicados en Necochea, la escollera en la primera y el puerto en la segunda, se puede recorrer la escollera hasta casi su extremo, desde donde se contempla un  panorama de Necochea, hacia el sur. Hacia el norte, se observa la desembocadura del Río Quequén Grande y la salida y entrada de buques en el puerto; debido al gran pique, este sector de la ciudad es muy concurrido por los pescadores. Siguiendo por la calle que bordea el río, saliendo de la escollera, se llega a la zona conocida como el descanso de los lobos, donde se pueden apreciar gran cantidad de lobos marinos. En la intersección de las calles 10 y 59 se encuentra la banquina de los pescadores, lugar donde descargan su mercadería las lanchas de pesca; además, se puede observar una intensa actividad de barcos de carga. En este sector, existen gran cantidad de restaurantes especializados en la preparación de platos a base de pescados y mariscos.

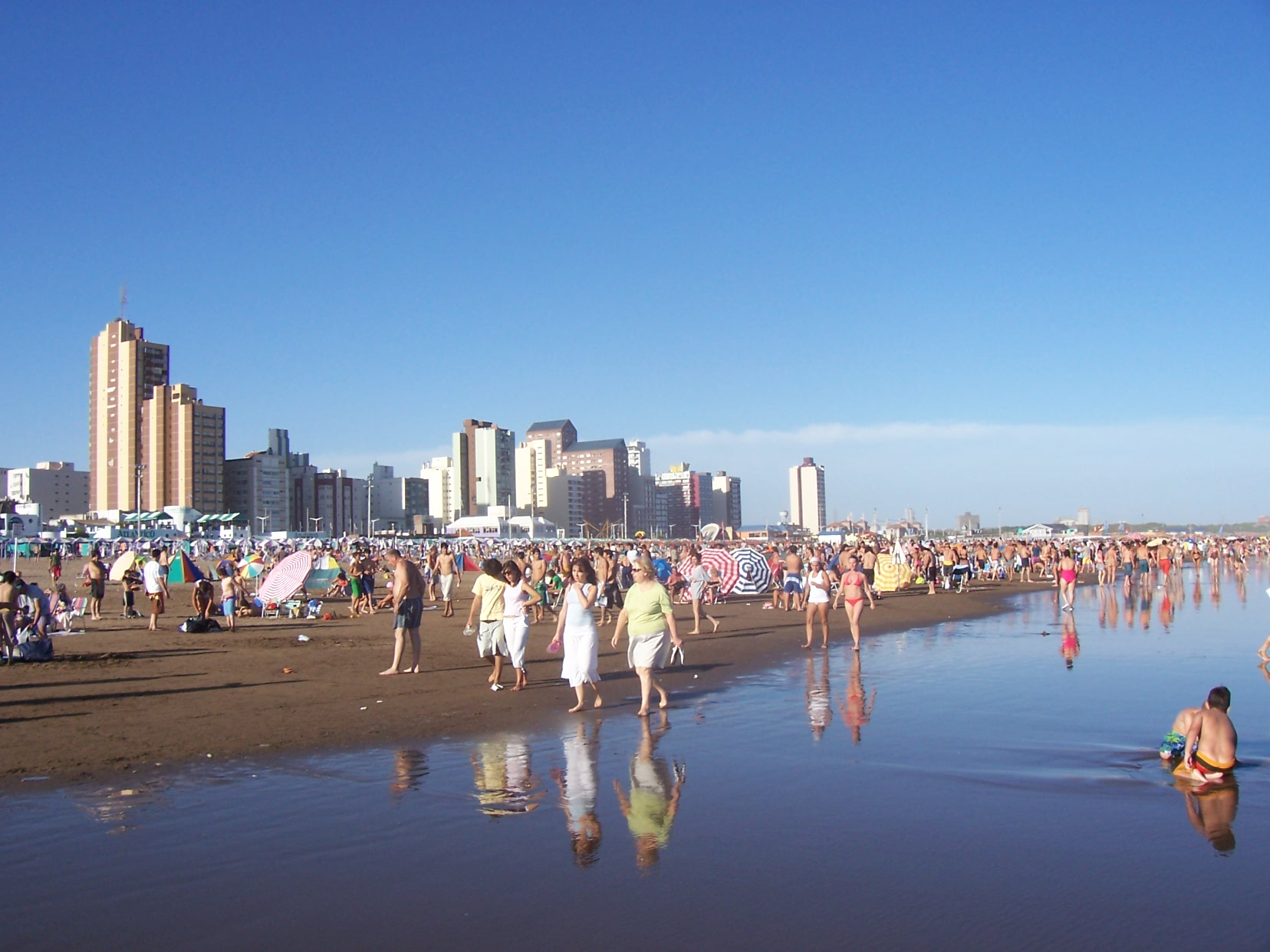
Playa de la ciudad de Necochea.

### Parque Miguel Lillo
Ubicado en la Villa Díaz Vélez, abarca una superficie de 640 ha donde existen alrededor de 1.100.000 árboles, de los cuales el 70% son pinos. Debe su origen a la gran plantación de árboles que hiciera el estanciero e ingeniero Carlos Díaz Vélez sobre las dunas de su propiedad cercanas al mar para fijar el terreno. Y posteriormente a la labor realizada por el Ingeniero Agrónomo Edgar Alfredo Gatti quien coordinó y trabajó en la plantación de 2 millones y medio de árboles en el territorio expropiado a la familia Díaz Vélez Álvarez Toledo para la creación de un espacio público, el Vivero Dunícola Eva Perón hoy llamado Parque Miguel Lillo. Este espacio se convirtió en abrigo de diversas especies de aves y un importante pulmón verde para la comunidad.
El parque se divide en cuatro áreas que poseen y brindan distintos servicios. En una, que presenta las características de un parque urbano, se encuentran la Administración del Parque, el Anfiteatro, que posee una capacidad para 1800 personas, el Complejo Casino, el Complejo Museológico que alberga una importante casa de estilo neo-colonial que fuera edificada por Carmen Díaz Vélez de Álvarez de Toledo, juegos infantiles y fogones hasta Av. Pinolandia, en donde se pueden alquilar bicicletas, carritos y caballos y dar un paseo dentro del parque en un pequeño tren o visitar el Lago de los Cisnes en una zona que se encuentra más densamente arbolada hasta la zona de campings sindicales donde se puede pernoctar. Y la última parte es el área de nuevas plantaciones y sin forestar.

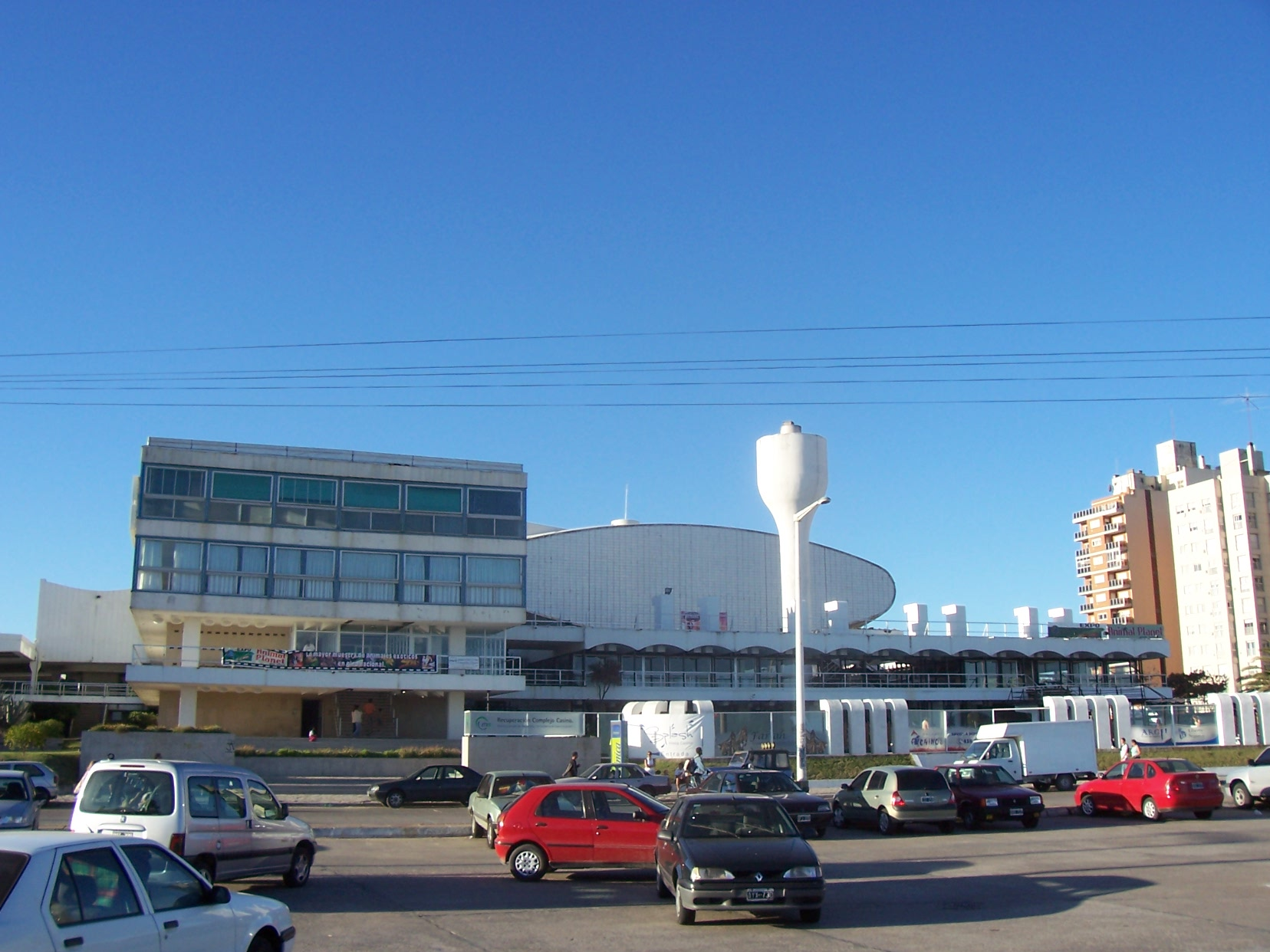
El Complejo Casino de Necochea.

### Complejo Museológico
Ubicado dentro del parque, la casona de estilo neocolonial que perteneció a Carmen Díaz Vélez y que fuera construida por su esposo, el ingeniero Belisario Álvarez de Toledo, es sede de dos museos: el Museo Histórico Regional "Egisto Ratti", que alberga más de 3000 piezas relacionadas con la historia de la ciudad y de sus pobladores y el Museo de Ciencias Naturales "Dr. José Squadrone", que alberga colecciones de biología, geología, antropología, arqueología y paleontología, destacándose la colección de Bromatololgía, cuya finalidad es brindar a la comunidad una conciencia sanitaria alimenticia.

### Complejo Casino
El Complejo Casino fue inaugurado a principios del 1973. Ofrecía pileta de natación, pista de patinaje, canchas de bowling y confitería, siendo (en el pasado) una postal para la ciudad. Poseía además un teatro, el auditórium del casino, el cual ofrecía espectáculos de renombre nacional en los veranos.

En 2016, el teatro, el restaurante y los comercios de los alrededores quedaron clausurados por una decisión del entonces intendente, Facundo López.
En 2018, María Eugenia Vidal, la entonces gobernadora de la Provincia de Buenos Aires, decidió cerrar de forma definitiva los casinos de Mar de Ajó, Valeria del Mar y también al de Necochea. Pero, finalmente, este siguió funcionando hasta marzo del 2020 por los trabajadores del mismo que convocaron protestas y marchas.
El casino sufrió tres incendios desde su inauguración. El primero ocurrió en 1978, el segundo y considerado el peor por acabar con una cuarta parte de la sala del casino fue en 2001 y el último y más reciente fue en agosto del 2020 que acabó con todo el interior del teatro. 
En 2020, pocos días después del último incendio, se aprobó la venta de todo el complejo del casino para que se construyan torres de departamentos con vista al mar y al Parque Miguel Lillo. Este proyecto fue impulsado por el actual intendente Arturo Rojas. Solo hubo un interesado que fue finalmente rechazado por la municipalidad.
En diciembre del 2021, se anunció que la sala de juegos funcionaría durante la temporada de verano. Finalmente esto no sucedió.
En 2022 salió a la venta nuevamente el pliego para licitar el predio para que el 22 de febrero se realice la apertura de sobres. Finalmente, la apertura fue suspendida por la falta de interesados en la venta del casino.